# Эллегорд, Янне
Я́нне Э́ллегорд (дат. Jeanne Ellegaard; род. 2 июля 1987, Lille Heddinge, Зеландия) — датская кёрлингистка, вице-скип и второй команды Дании на Олимпийских играх 2014 года.

## Достижения
- Чемпионат Европы по кёрлингу: бронза (2007).
- Зимний европейский юношеский Олимпийский фестиваль: серебро в 2005 году в Монте (Швейцария).
- Чемпионат мира по кёрлингу среди юниоров: бронза (2006, 2007).

## Команды
| Сезон   | Четвёртый    | Третий            | Второй            | Первый         | Запасной                                      | Тренер                      | Турниры                                           |
| ------- | ------------ | ----------------- | ----------------- | -------------- | --------------------------------------------- | --------------------------- | ------------------------------------------------- |
| 2002—03 | Nete Larsen  | Camilla Jørgensen | Pernille Nielsen  | Mette Larsen   | Янне Эллегорд                                 |                             | ЧМЮ-Б 2003                                        |
| 2005—06 | Лене Нильсен | Янне Эллегорд     | Мария Поульсен    | Хелле Симонсен | Camilla Jørgensen                             |                             | ЧДЮ 2006                                          |
| 2005—06 | Лене Нильсен | Хелле Симонсен    | Camilla Jørgensen | Мария Поульсен | Янне Эллегорд                                 | Ларс Виландт                | ЧМЮ 2006                                          |
| 2007—08 | Лене Нильсен | Хелле Симонсен    | Camilla Jørgensen | Мария Поульсен | Янне Эллегорд                                 | Лассе Лаурсен               | ЧЕ 2007                                           |
| 2009—10 | Лене Нильсен | Хелле Симонсен    | Янне Эллегорд     | Мария Поульсен |                                               |                             |                                                   |
| 2010—11 | Лене Нильсен | Хелле Симонсен    | Янне Эллегорд     | Мария Поульсен | Natacha Glenström (ЧЕ), Метте де Неергор (ЧМ) | Лассе Лаурсен (ЧЕ, ЧМ)      | ЧЕ 2010 (5 место) · ЧДЖ 2011 · ЧМ 2011 (4 место)  |
| 2011—12 | Лене Нильсен | Хелле Симонсен    | Янне Эллегорд     | Мария Поульсен | Метте де Неергор                              | Лассе Лаурсен               | ЧЕ 2011 (4 место) · ЧДЖ 2012 · ЧМ 2012 (7 место)  |
| 2012—13 | Лене Нильсен | Хелле Симонсен    | Янне Эллегорд     | Мария Поульсен | Ане Хансен                                    | Лассе Лаурсен, Jakob Hansen | ЧЕ 2012 (4 место)                                 |
| 2012—13 | Лене Нильсен | Хелле Симонсен    | Янне Эллегорд     | Мария Поульсен | Метте де Неергор                              | Лассе Лаурсен (ЧМ)          | ЧДЖ 2013 · ЧМ 2013 (8 место)                      |
| 2013—14 | Лене Нильсен | Хелле Симонсен    | Янне Эллегорд     | Мария Поульсен | Метте де Неергор                              | Герт Ларсен                 | ЧЕ 2013 (4 место) · ЧДЖ 2014 · ЗОИ 2014 (6 место) |

(скипы выделены полужирным шрифтом)